# うたわれるもの斬
『うたわれるもの斬』（うたわれるものざん）は、アクアプラスより2018年9月27日に発売されたPlayStation 4用ゲームソフト。
元々はアドベンチャーゲーム＋シミュレーションRPGとして製作された『うたわれるもの』シリーズ初の3Dアクションゲーム。
2021年7月22日には続編『うたわれるもの斬2』が発売された。PlayStation 5版はシリーズ初となる。

## 概要
『うたわれるもの斬』は『うたわれるもの 偽りの仮面』のシナリオをベースに、アクションゲームとして再構成した作品。
『うたわれるもの斬2』は『うたわれるもの 二人の白皇』のシナリオをベースとしている。
うたわれるものシリーズとしては初のCEROレーティングBとなる。

## 登場人物
プレイアブルキャラクターを記載。それ以外のキャラクターについては、『うたわれるもの 偽りの仮面』『うたわれるもの 二人の白皇』を参照。
ハク
声 - 藤原啓治
本作の主人公。武器は扇。雪国で倒れていたところをクオンに助けられ、ハクと名づけられる。
クオン
声 - 種田梨沙
獣のような特徴を持った少女。ハクを助けた。
ネコネ
声 - 水瀬いのり

オウギ
声 - 櫻井孝宏

ノスリ
声 - 山本希望

ウコン
声 - 利根健太朗
義侠者の頭領。髭を生やしている。刀を使う。
オシュトル
声 - 利根健太朗
ダウンロードコンテンツで追加。
ルルティエ
声 - 加隈亜衣

ヤクトワルト
声 - 江口拓也

アトゥイ
声 - 原由実

ウルゥル・サラァナ
声 - 佐倉綾音

キウル
声 - 村瀬歩

マロロ
声 - 杉山大
ヤマトの貴人。公家言葉を使う。
ムネチカ
声 - 早見沙織
ダウンロードコンテンツで追加され、『斬2』ではデフォルトキャラクターとなる。

### 『2』からの登場人物
オシュトル（ハク）
声 - 藤原啓治 / 利根健太朗
ハクが亡き親友・オシュトルの意志を継ぎ、仮面をつけて成り代わった姿。
担当声優の藤原が2020年4月に亡くなったため、藤原はハクとしてのシーンのみ、過去の収録音声を使用したライブラリ出演となっている。オシュトルに変装時や新規に収録する必要があった場面に関しては、利根が新しく声を担当している。
アンジュ
声 - 赤﨑千夏

フミルィル
声 - 儀武ゆう子

シス
声 - 山村響

イタク
声 - 小林裕介

ミカヅチ
声 - 内田夕夜

## 楽曲
オープニングテーマ「理燃-コトワリ-」
作詞 - 須谷尚子、作曲 - 松岡純也、歌 - Suara

## 関連書籍
うたわれるもの斬 公式ガイドブック
KADOKAWAより発売されるガイドブック。